# Hypolimnas woodlarkiana
Hypolimnas woodlarkiana är en fjärilsart som beskrevs av Talbot 1932. Hypolimnas woodlarkiana ingår i släktet Hypolimnas och familjen praktfjärilar. Inga underarter finns listade i Catalogue of Life.